# Aguas Calientes
Aguas Calientes è un comune dell'Argentina, appartenente alla provincia di Jujuy, nel dipartimento di El Carmen. Si trova 60 km a sud dalla capitale provinciale San Salvador de Jujuy.
In base al censimento del 2001, nel territorio comunale dimorano 3.436 abitanti, con un aumento del 24,22% rispetto al censimento precedente (1991). Di questi abitanti, il 45,83% sono donne e il 54,16% uomini. Nel 2001 la sola città di Aguas Calientes, sede municipale, contava 1.723 abitanti ; il resto nelle frazioni e nei centri rurali.